# Laura García Corella
Laura García Corella (Zaragoza, 8 de mayo de 1915-Bilbao, 2003) fue una escritora, traductora, periodista y guionista española. 

## Biografía
Laura García Corella nació el 8 de mayo de 1915 en Zaragoza. Durante un período de su vida vivió en Buenos Aires, Argentina. Estudió Magisterio en España y obtuvo su primera plaza en 1936 en Otañes, una pedanía de Castro Urdiales, plaza que fue anulada durante el franquismo, por lo que abandonó esta profesión.
Contrajo matrimonio con José Luis Barón, con el que se afincó en Bilbao y tuvo tres hijos: Ana, Concepción y Carlos. Tras enviudar en 1960, decidió comenzar a escribir, al sentirse capaz de realizar ella misma los seriales radiofónicos, tan en boga en los años 60. Así inició su carrea de escritora, sin mayor ambición que la de mantener a la familia.
En 1980 recuperó su plaza de maestra, en el cuerpo de profesores de EGB.
Mantuvo siempre una actitud discreta, y no se presentaba en los ambientes sociales como escritora, por lo que su obra y biografía eran desconocidas en los círculos y ambientes literarios.

## Obra
Su obra fue muy extensa. De acuerdo con los archivos de la Biblioteca Nacional de España, BNE, fue autora de 163 obras de autoría única, y participó en 116 ediciones colectivas. Escribió con su propio nombre y con seudónimos, por lo que su obra es de difícil catalogación. Se le conocen hasta trece seudónimos, algunos de ellos de fonética francesa o anglosajona, como Sean Saint-Cyr, Victoria Graham, Jhon F. Asley, etc., que utilizaba en función del tipo de obra que publicaba.
El ámbito de su trabajo estuvo también muy diversificado, alternando el periodismo con la creación literaria, la traducción y la adaptación de obras, y como guionista para radio y televisión. Comenzó escribiendo radionovelas por episodios diarios que iba improvisando, como El misterio de las tres esposas, y su actividad fue adaptándose a otros ámbitos, también muy populares, especialmente de literatura juvenil. El primer tomo Vida, de su novela de tres tomos La intriga, publicada por ediciones Cid en 1966, fue emitida por la Cadena Ser entre junio y septiembre de 1966. Para la televisión española, TVE, escribió guiones para teatro juvenil, como Fernando III el Santo, interpretado por Francisco Valladares, y adaptó textos clásicos. Como periodista tuvo una sección en fija el periódico El Correo de Bilbao como ”polígrafa e investigadora”.
Realizó traducciones y adaptaciones de cuentos infantiles tradicionales (de Charles Perrault, de los hermanos Grimm, de Johanna Spyri) y de novelas clásicas juveniles (de Emilio Salgari, Mark Twain, Jonathan Swift, etc). Realizó las traducciones de las novelas de Enid Blyton (la serie de Los cinco), de Julio Verne (En el país de las pieles, para la editorial Bruguera),Alicia en el país de las maravillas, de Lewis Carroll, para la editorial FHER,. editorial para la que publicó 38 libros, o la traducción de Ivanhoe para las editoriales Fher (años 1968, 1973, 1977, 1979), Cantábrica (1972) y Sima (1975).
Como producción propia y para el público juvenil escribió novelas, principalmente de aventuras, (S.O.S. Azafata en apuros, El secreto del Inca, La gruta del pirata, La revancha, ¡¡Chantaje!!) y particularmente series o colecciones que cada tomo era una aventura independiente y que fueron muy populares en España y en Hispanoamérica. Las colecciones incluyen: Ellas (7 tomos), la Panda del 4 y medio (12 tomos como Loretta Grey), Los jaguares (18 tomos)  y 5 en acción (10 tomos), inspiradas estas tres últimas en Los Cinco de Enid Blyton, que había traducido. Cada una de estas colecciones incluía episodios de aventuras, estaba ambientada en diversos lugares y ambientes exóticos, para los que se documentaba en las enciclopedias o en embajadas. Por ejemplo, Ellas… y el chantajista anónimo; Ellas…y la misteriosa extranjera, Ellas… y el F.B.I., etc.
Como Sean Saint Cyr escribió novelas detectivescas, siguiendo modelos británicos y americanos. Hizo incursión en otros campos, como novela de intriga (El misterio de los intocables).
Con su propio nombre realizó trabajos de no ficción, como Los padres ante la nueva generación, La mujer en el trabajo, y La educación sexual de nuestros hijos. Su libro de cocina Guria, Cocina vascongada, fue editado en diversos años. En el campo de la historia realizó en dos tomos la Historia de Vizcaya a través de la prensa. En el género biográfico realizó, entre otros, 15 personajes inolvidables, o la traducción de la biografía de San Juan Bautista de La Salle.
Tras su vuelta a la tarea de profesora de EGB, el ritmo de sus publicaciones se redujo. Falleció en 2003 sin haber obtenido reconocimiento a su labor.